# North Hudson
North Hudson es una villa ubicada en el condado de St. Croix en el estado estadounidense de Wisconsin. En el Censo de 2010 tenía una población de 3.768 habitantes y una densidad poblacional de 611,27 personas por km².

## Geografía
North Hudson se encuentra ubicada en las coordenadas 44°59′45″N 92°45′18″O / 44.99583, -92.75500. Según la Oficina del Censo de los Estados Unidos, North Hudson tiene una superficie total de 6.16 km², de la cual 4.06 km² corresponden a tierra firme y (34.12%) 2.1 km² es agua.

## Demografía
Según el censo de 2010, había 3.768 personas residiendo en North Hudson. La densidad de población era de 611,27 hab./km². De los 3.768 habitantes, North Hudson estaba compuesto por el 96.18% blancos, el 0.88% eran afroamericanos, el 0.61% eran amerindios, el 0.35% eran asiáticos, el 0.05% eran isleños del Pacífico, el 0.9% eran de otras razas y el 1.04% pertenecían a dos o más razas. Del total de la población el 1.86% eran hispanos o latinos de cualquier raza.